# Affaire Riggs

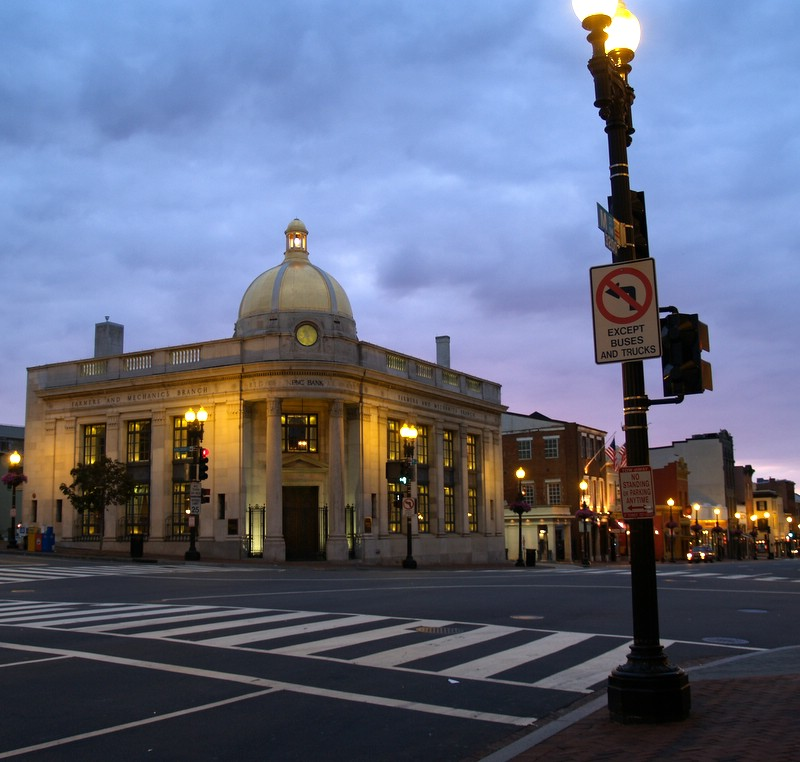
Riggs Bank.

L'affaire Riggs est le nom utilisé de manière informelle au Chili pour les poursuites judiciaires menées contre Augusto Pinochet et d'autres sous l'accusation de détournement de fonds publics, en raison de la découverte de comptes bancaires secrets détenus dans la Riggs Bank aux États-Unis. L'affaire est identifiée par le code 1649-2004.

## Contexte
Le 14 juillet 2004, le Washington Post révèle que le sous-comité permanent du Sénat des États-Unis chargé des enquêtes a découvert des mouvements suspects à la Riggs Bank, l'une des banques les plus prestigieuses de Washington. Cette enquête, menée dans le cadre du Patriot Act destiné à suivre la piste du financement du terrorisme international, révèle qu'Augusto Pinochet a détenu plusieurs comptes secrets à la Riggs Bank depuis 1994.
Lors de l'enquête préliminaire, 125 comptes bancaires sont découverts, d'un montant estimé à 27 millions de dollars, dont plusieurs ont été ouverts après que le juge espagnol Baltasar Garzon ait ordonné le gel de ses fonds dans le monde entier.
Par la suite, de nombreuses enquêtes sont réalisées par la presse nationale chilienne sur divers comptes courants détenus à l'étranger par Pinochet, tous cachés sous divers pseudonymes, et il est également dévoilé que la Riggs aurait aidé Pinochet à créer deux sociétés fantômes dans les Bahamas.

## L'affaire

### Les premières procédures judiciaires

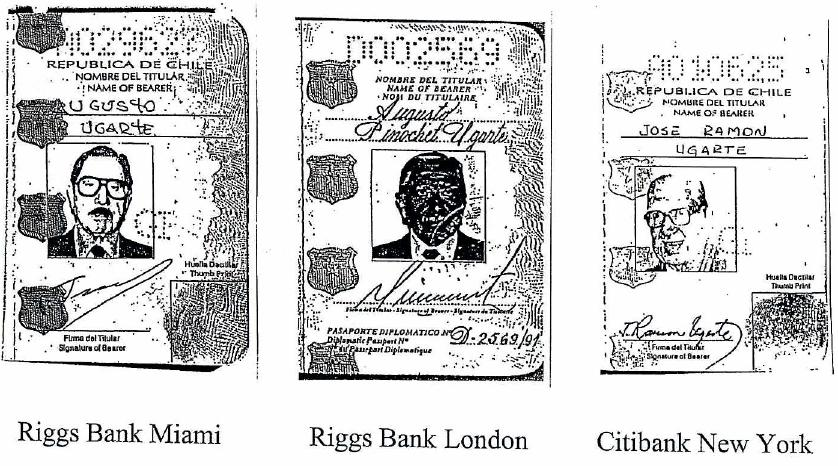
Faux passeports du général Pinochet, utilisés pour ouvrir des comptes bancaires secrets à l'étranger.

Au vu du contexte, le Conseil de la Défense de l'État, chargé de représenter l'État du Chili dans les procédures judiciaires, dépose une plainte contre Augusto Pinochet le 21 juillet 2004. L'information sur l'affaire Riggs est confiée à Sergio Muñoz, qui s'en occupe jusqu'en septembre 2005 lorsqu'il quitte cette fonction pour intégrer la Cour suprême.
Le 14 avril 2005, le juge  Muñoz ordonne l'arrestation de Monica Ananias, ancienne secrétaire d'Augusto Pinochet, et d'Oscar Aitken, son exécuteur testamentaire. Dans le même temps, il demande la levée de l'immunité dont bénéficiait Pinochet en sa qualité d'ancien Président de la République. Les infractions qui lui sont reprochées sont l'évasion fiscale, la négociation avec conflit d'intérêts et la falsification de passeports. Enfin, le 7 juin 2005, l'immunité de Pinochet lui est retirée pour quatre infractions : fraude fiscale, utilisation de faux passeports, fausses déclaration sous serment et contournement de mesures conservatoires.

### Désignation du juge Cerda
En septembre 2005, le juge Carlos Cerda se charge de l'affaire. Pablo Rodriguez Grez, l'avocat de la famille Pinochet tente d'interjeter un recours en implication personnelle contre Carlos Cerda.
Le lundi 24 septembre 2007, Carlos Munoz émet l'avis qu'il n'y a aucune raison de le déclarer impliqué personnellement. La date limite pour en faire appel était le samedi 30 septembre de la même année. Pablo Rodriguez choisit de ne pas interjeter appel, et donc, la décision étant confirmée, Carlos Cerda prend en charge l'affaire le 1er octobre 2007.
Après être resté en dehors de l'affaire Riggs du fait de formalités de procédure, Carlos Cerda ordonne une série de mandats d'arrêt et de perquisitions contre la famille de Pinochet ainsi que plusieurs de leurs collaborateurs. Au total, 23 arrestations dont ordonnées et toutes sont menées à bien, sauf celle contre Oscar Aitken, ancien exécuteur testamentaire de Pinochet, qui était censé être à Viña del Mar et qui n'a pu être localisé.
Pablo Rodríguez Grez,  Raúl Tavolari, Hugo Ortiz de Philippi, Luis Valentín Ferrada et Luis Pacull déposent en septembre une série de recours judiciaires pour annuler la décision du magistrat. Cependant, peu après, l'avocate Marta Escanilla Meneses et son avoué Adolfo Barrientos Vasquez, représentant Mortimer Jofre Azuaga, sollicitent la liberté sous caution. Bientôt, Carlos Cerda lui-même ordonne la libération provisoire de tous les accusés, y compris Oscar Aitken.
Par la suite, le vendredi 26 octobre 2007, à la suite d'un recours en amparo et par décision unanime, plusieurs poursuites sont déclarées sans effet par la cinquième chambre de la Cour d'appel de Santiago, les bénéficiaires étant Lucia Hiriart, ses cinq enfants (Augusto, Lucía, Jacqueline, Maria Veronica et Marco Antonio), et une dizaine d'autres accusés, dont M. Patricio Madariaga et le colonel de l'armée Mortimer Jofré Azuaga.
Dans le texte de la décision, il est dit qu'« il n'est pas observé que les défendeurs aient eu sciemment et volontairement l'objectif criminel de s'approprier des fonds publics ». Lucía Hiriart déclare à la Televisión Nacional de Chile : « Je pense que la justice a prévalu, parce que ce qu'a fait le juge Cerda était quelque chose d'inhabituel ». Alfonso Insulza, avocat de la partie demanderesse, déclare quant à lui faire appel auprès de la Cour suprême du Chili. Deux recours en amparo sont rejetés, ceux présentés par Gustavo Collao et Eduardo Castillo. Ces derniers, Augusto Pinochet Hiriart et Monica Ananias restent poursuivis.

## Sources